# Reprezentacja Uzbekistanu w piłce ręcznej mężczyzn
Reprezentacja Uzbekistanu w piłce ręcznej mężczyzn – narodowy zespół piłkarzy ręcznych z Uzbekistanu. Reprezentuje swój kraj w rozgrywkach międzynarodowych.

## Turnieje

### Udział wmistrzostwach Azji
| Rok  | Wynik | Źródło |
| ---- | ----- | ------ |
| 1993 | –     |        |
| 1995 | –     |        |
| 2000 | –     |        |
| 2002 | –     |        |
| 2004 | –     |        |
| 2006 | –     |        |
| 2008 | –     |        |
| 2010 | –     |        |
| 2012 | 10.   |        |
| 2014 | 12.   |        |
| 2016 | –     |        |
| 2018 | 10.   |        |
| 2020 | –     |        |
| 2022 | 8.    |        |

### Udział wigrzyskach azjatyckich
| Rok  | Wynik | Źródło |
| ---- | ----- | ------ |
| 1994 | –     |        |
| 1998 | –     |        |
| 2002 | –     |        |
| 2006 | 14.   |        |
| 2010 | –     |        |
| 2014 | –     |        |
| 2018 | –     |        |